# 牛バエ幼虫症
牛バエ幼虫症（うしばえようちゅうしょう、英: hypodermyasis）とはウシバエ（Hypoderma bovis）、キスジウシバエ（Hypoderma lineatum）寄生を原因とする外部寄生虫病。日本では家畜伝染病予防法において届出伝染病に指定されており、対象動物は牛、水牛。人体寄生も認められる。
1齢幼虫の皮膚侵入時や体内移行時の疼痛、脊髄迷入による運動障害、体内で死亡した幼虫によるアナフィラキシーなどが発生する。寄生による皮革の経済的価値が失われる。産卵のために飛来する成虫による宿主のパニックによる事故も問題となる。体内移行中の幼虫に対してはイベルメクチン等のマクロライド系抗生物質の皮下接種が有効。